# Reggie Lanning

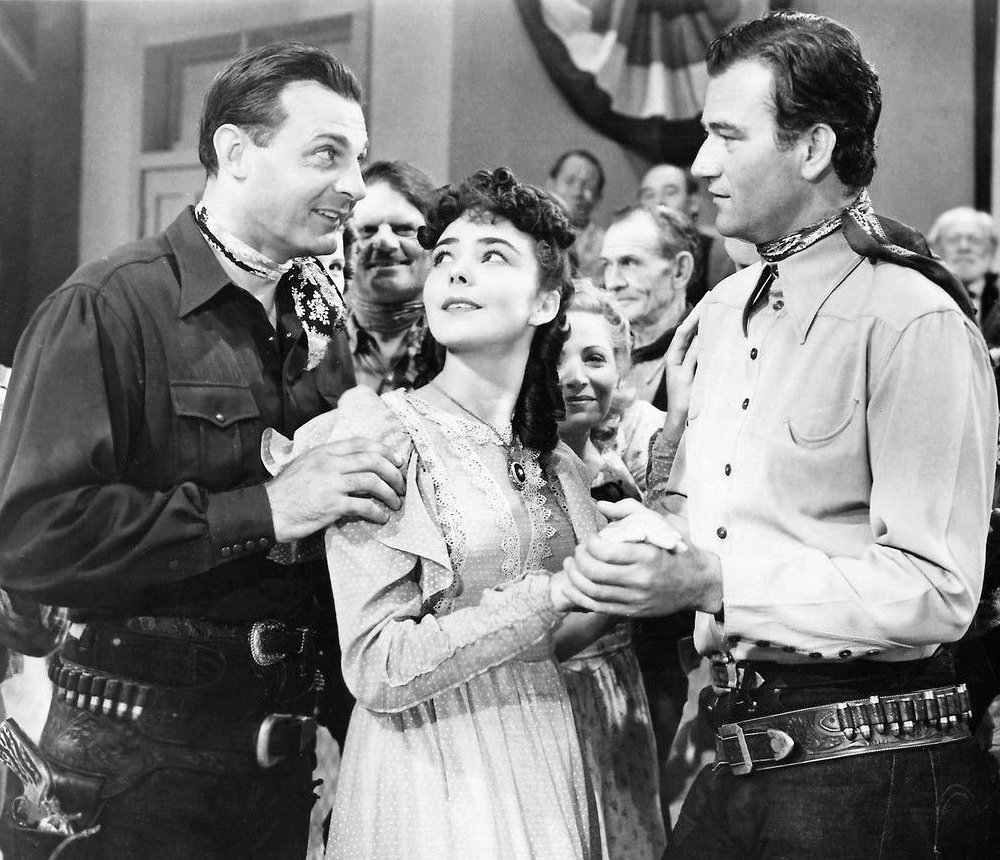
Ray Corrigan, Jennifer Jones et John Wayne, dans New Frontier (1939)

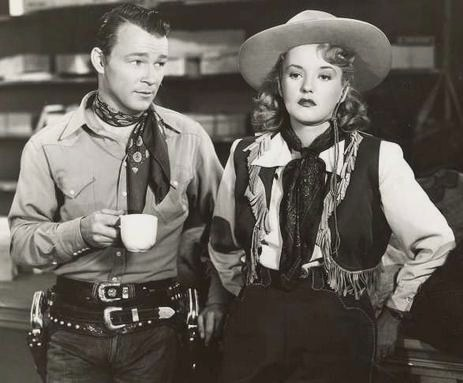
Roy Rogers et Phyllis Brooks, dans Silver Spurs (1943)

Reggie Lanning est un directeur de la photographie américain, né le 6 octobre 1893 à Congress dans le territoire de l'Arizona, mort le 6 décembre 1965 à Los Angeles — Quartier de Woodland Hills (Californie).

## Biographie
Comme chef opérateur, Reggie Lanning débute au cinéma sur deux films bien connus de (et avec) Buster Keaton, Le Cameraman (1928) puis Le Figurant (1929). 
Jusqu'en 1955, il dirige les prises de vues de cent-vingt-six films américains, dont de nombreux westerns de série B, ayant notamment pour vedettes Roy Rogers, Bob Steele ou John Wayne. Entre autres, il photographie ce dernier dans le western Pals of the Saddle (1938) de George Sherman, le drame Le Réveil de la sorcière rouge (1948) d'Edward Ludwig et le film de guerre Iwo Jima (1949) d'Allan Dwan.
Pour la télévision, de 1955 à 1958, il est directeur de la photographie sur quatre séries, dont cinquante-six épisodes d’Alfred Hitchcock présente.

## Filmographie partielle

### Au cinéma
- 1928 : L'Opérateur (The Cameraman), d'Edward Sedgwick et Buster Keaton
- 1929 : Le Figurant (Spite Marriage) d'Edward Sedgwick et Buster Keaton
- 1929 : Chinoiseries (China Bound) de Charles Reisner
- 1936 : Laughing Irish Eyes de Joseph Santley
- 1938 : Pals of the Saddle de George Sherman
- 1939 : À la poursuite de Jesse James (Days of Jesse James) de Joseph Kane
- 1939 : Zorro et ses légionnaires (Zorro's Fighting Legion) de William Witney et John English
- 1939 : New Frontier ou Frontier Horizon de George Sherman
- 1939 : Sabotage d'Harold Young
- 1939 : Le Bandit du Wyoming (Wyoming Outlaw) de George Sherman
- 1940 : Grandpa goes to Town de Gus Meins
- 1940 : Frontier Vengeance de George Sherman
- 1940 : The Ranger and the Lady de Joseph Kane
- 1940 : One Man's Law de George Sherman
- 1940 : Wolf of New York de William C. McGann
- 1940 : Who killed Aunt Maggie ? d'Arthur Lubin
- 1941 : King of the Texas Rangers de William Witney et John English
- 1941 : Le Sinistre Monsieur Hyde (Mr. District Attorney) de William Morgan
- 1941 : Le Passé du docteur Sanderson (Mercy Islandà de William Morgan
- 1941 : La Fille de la jungle (Jungle Girl) de William Witney et John English
- 1941 : Le Cavalier fantôme (The Phantom Cowboy) de George Sherman
- 1942 : Code of the Outlaw de John English
- 1942 : Call of the Canyon (en) de Joseph Santley
- 1943 : Idaho (en) de Joseph Kane
- 1943 : Santa Fe Scouts (en) d'Howard Bretherton
- 1943 : Silver Spurs (en) de Joseph Kane
- 1943 : Days of Old Cheyenne d'Elmer Clifton
- 1943 : A Scream in the Dark de George Sherman
- 1943 : Le Roi des cow-boys (King of the Cowboys) de Joseph Kane
- 1944 : Hands Across the Border (en) de Joseph Kane
- 1944 : Casanova in Burlesque de Leslie Goodwins
- 1944 : Three Little Sisters de Joseph Santley
- 1944 : L'Esprit pervers (Strangers in the Night) d'Anthony Mann
- 1944 : My Buddy (en) de Steve Sekely
- 1944 : Cowboy and the Senorita de Joseph Kane
- 1944 : The Big Bonanza (en) de George Archainbaud
- 1944 : Faces in the Fog de John English
- 1945 : Steppin' in Society d'Alexander Esway
- 1946 : Rendezvous with Annie d'Allan Dwan
- 1946 : Plainsman and the Lady de Joseph Kane
- 1946 : Sheriff of Redwood Valley de R. G. Springsteen
- 1946 : The Catman of Paris de Lesley Selander
- 1947 : Poste avancé (Northwest Outpost) d'Allan Dwan
- 1947 : Blackmail de Lesley Selander
- 1947 : L'Homme que j'ai choisi (The Flame), de John H. Auer
- 1947 : Musique aux étoiles (Calendar Girl) d'Allan Dwan
- 1948 : Ange en exil (Angel in Exile) d'Allan Dwan
- 1948 : Le Réveil de la sorcière rouge (Wake of the Red Witch) d'Edward Ludwig
- 1948 : The Inside Story d'Allan Dwan
- 1948 : La Naufragée (I, Jane Doe) de John H. Auer
- 1948 : Grand Canyon Trail de William Witney
- 1949 : Iwo Jima (Sands of Iwo Jima) d'Allan Dwan
- 1950 : Singing Guns de R. G. Springsteen
- 1950 : The Savage Horde de Joseph Kane
- 1951 : La Belle du Montana (Belle Le Grand) d'Allan Dwan
- 1951 : Tonnerre sur le Pacifique (The Wild Blue Yonder) d'Allan Dwan
- 1951 : Cuban Fireball de William Beaudine
- 1951 : Alerte aux garde-côtes (Fighting Coast Guard) de Joseph Kane
- 1952 : Les Diables de l'Oklahoma (Thunderbirds) de John H. Auer
- 1952 : I Dream of Jeanie d'Allan Dwan
- 1952 : Au royaume des crapules (Hoodlum Empire) de Joseph Kane
- 1952 : Le Shérif de Tombstone (Toughest Man in Arizona) de R. G. Springsteen
- 1953 : Sweethearts on Parade d'Allan Dwan
- 1953 : Madame voulait un manteau de vison (The Lady wants Mink) de William A. Seiter
- 1953 : La Femme qui faillit être lynchée (Woman they almost lynched) d'Allan Dwan
- 1953 : La Mer des bateaux perdus (Sea of Lost Ships) de Joseph Kane
- 1953 : Héros sans gloire (Flight Nurse) d'Allan Dwan
- 1954 : Untamed Heiress de Charles Lamont
- 1954 : Les Proscrits du Colorado (The Outcast) de William Witney
- 1955 : Deux Nigauds et les flics (Abbott and Costello meet the Keystone Kops) de Charles Lamont
- 1955 : I cover the Underworld de R. G. Springsteen
- 1955 : City of Shadows de William Witney
- 1955 : Colorado Saloon (The Road to Denver) de Joseph Kane

### À la télévision
- 1955-1958 : Série Alfred Hitchcock présente, saisons 1 à 3, 56 épisodes